# Celeborn
Celeborn je izmišljen lik iz Tolkienove mitologije, serije knjig o Srednjem svetu britanskega pisatelja J. R. R. Tolkiena.
sindarski vilin iz Doriatha, je bil Galadrielin mož. Skupaj sta bila na čelu Lóriena v tretjem veku.

## Življenjepis
Bil je oče Celebrian, ki se je poročila z Elrondom in mu rodila hčerko Arwen. Bil je tudi sorodnik Thingola, vilinskega vladarja iz Prvega veka. 
V Gospodarju prstanov Celeborn ne igra pomembne vloge. Večji poudarek je na njegovi ženi.
Imenovali so ga tudi Gospod iz Loriena, Galadhrimski Gospod, Gospod iz Gozda. V Lothlorienu so ga imenovali preprosto Gospod Celeborn ali kar Gospod. Skupaj z Galadriel so ju imenovali Gospod in Gospa. 
Celebornovi predniki niso točno določeni. Bil je vilin iz Doriatha, Thingolovega kraljestva, in je opisan kot Thingolov sorodnik. Da ste bila s Thingolom povezana, namiguje tudi dejstvo, da sta imela oba srebrne lase. Srebrnih las ni imel nihče zunaj sindarske kraljeve hiše. 

## Družinsko drevo
```
       
Finwë
 = 
Indis

             |
       --------------
       |            |
   
Fingolfin
     
Finarfin
 = 
Eärwen

                          |
         ------------------------------
         |          |         |       |
      
Finrod
      
Angrod
   
Aegnor
   
Galadriel
 = 
Celeborn

                    |                         |
                 
Orodreth
                  
Celebrían
 = 
Elrond

                    |                                |
                 --------                     ----------------------
                 |      |                     |         |          |  
           
Gil-galad
 
Finduilas
             
Elladan
    
Elrohir
    
Arwen
 = 
Aragorn

                                                                       |
                                                                    
Eldarion
```